# Charybdotoxin b
Charybdotoxin b (synonym Kaliumkanaltoxin alpha-KTx 1.12) ist ein Neurotoxin aus dem gelben Mittelmeerskorpion Leiurus quinquestriatus hebraeus.

## Eigenschaften
Charybdotoxin b ist ein Peptid und ein Skorpiontoxin aus dem Gift von Leiurus quinquestriatus hebraeus, wie auch Charybdotoxin a. Es bindet und hemmt die Kaliumkanäle der Gruppe maxi-K und die calciumabhängigen Kaliumkanäle KCa1.1/KCNMA1 und andere sowie die spannungsgesteuerten Kaliumkanäle Kv1.3/KCNA3, Kv1.2/KCNA2, Kv1.6/KCNA3 und in geringerem Umfang Shaker/Sh, nicht aber Kv1.1/KCNA1, Kv1.5/KCNA5, Kv2.1/KCNB1, Kv3.1/KCNC1 und Kv11.1/KCNH2/ERG1. Charybdotoxin b besitzt eine Pyrrolidoncarboxylsäure. Es ist strukturell mit Iberiotoxin, Limbatustoxin und ferner mit Noxiustoxin, Margatoxin und Tityustoxin Kα verwandt.